# Адмінбудівля «Книжка» (Вінниця)
«Книжка» — будівля у Вінниці, за адресою Хмельницьке шосе, 7, в якій розташовані низка установ державної і місцевої влади. В плані має вигляд букви «Y», тож із кожного фасаду нагадує розкриту книжку, за що й отримала у вінничан своє прізвисько.

## Історія
Проєкт адміністративного комплексу в Вінниці авторства Вінницької філії Діпроцивільпромбуду отримав другу премію республіканського конкурсу Держбуду УРСР і Союза архітекторів України за висновками 1979 року. Жюрі відзначило високу якість об'ємно-просторового і функціонального рішення.
Будівництво розпочалося у 1979 році за кошти, частково виділені відділом капітального будівництва місцевого осередку КПУ. У «Книжці» планували розміщувати обком, облвиконком партії з багатьма їх структурними підрозділами.
На піку розпаду СРСР, у І половині 1991 року, в будівлі почали розміщуватися обласні установи.
Зараз «Книжка» знаходиться на балансі управління спільної комунальної власності територіальних громад області Вінницької обласної ради.
Перед «Книжкою» знаходиться площа Василя Стуса, закладена при її будівництві, реконструйована 2011 року. На площі влаштовуються концерти, виступи, громадські акції.
Конструктивно будівля поєднана наземним переходом з концертним залом «Плеяда» (обласна філармонія).
12 квітня 2011 року на фронтальній стіні «Книжки» змонтовано герб Вінниччини.

## Перелік установ (на березень 2017)
- Відділ освіти Вінницької районної державної адміністрації
- Вінницька школа вищої спортивної майстерності
- Вінницьке регіональне управління Державного фонду сприяння молодіжному житловому будівництву
- Головне територіальне управління Міністерства юстиції України у Вінницькій області
- Головне управління Пенсійного фонду України у Вінницькій області
- Головне фінансове управління Вінницької ОДА
- Департамент міжнародного співробітництва та регіонального розвитку Вінницької ОДА
- Департамент охорони здоров'я Вінницької ОДА
- Департамент фінансів Вінницької ОДА
- Державна служба з лікарських засобів та контролю за наркотиками у Вінницькій області
- Державна фінансова інспекція у Вінницькій області
- Міжрегіональне управління Нацдержслужби у Вінницькій, Житомирській та Хмельницькій областях
- Перша вінницька державна нотаріальна контора (вхід з вул. Костянтиновича)
- Редакція газети обласної ради «Вінниччина» (вхід зі сторони парку)
- Третя вінницька державна нотаріальна контора (вхід з вул. Костянтиновича)
- Управління ПФУ в м. Вінниці
- Управління спільної комунальної власності територіальних громад області
- Управління у справах національностей та релігій Вінницької ОДА.